# Veserkaf
Veserkaf byl zakladatel 5. dynastie. Mohl vládnout 6 let. Rozšířil Montuův chrám v El-Todu. Možná obdržel od Kanaánců jako dar nějaké zajatce. Během své vlády se vydal na tažení proti Núbijcům. Jeho jméno se našlo na nádobě na ostrově Kythéra, což dokládá obchodní styky s oblastí Egeidy. V zádušním chrámu Veserkafova pyramidového komplexu se nacházejí reliéfy lodí možná na námořním průzkumu.

## Rodina
Podle Encyklopedie starověkého Egypta (2007) mohl být jedním ze synů faraona Menkaure s vedlejší královnou a být bratrem faraona Šepseskafa. Mohl být synem Šepseskafa. Mohl být také manželem Neferhetepes, možná si vzal za ženu Chentkaus I., nebo byl jejím synem. Možná byl otcem faraona Sahure.
Podle současného francouzského egyptologa Nicolase Grimala (* 1948), britského archeologa Petera Claytona (* 1937) a Michaela Rice byl synem Neferhetepes, která byla dcerou Hetepheres II. a Radžedefa. V příběhu Papyru Westcar je označen za syna kněze boha Re.
Možná nebyl synem hlavní linie rodu, ale třeba vzdálenějším příbuzným, který se dostal na trůn sňatkem s Chentkaus I., vdovou po Šepseskafovi. Možná takto spojil dvě linie dynastie, které spolu bojovaly o trůn. Nebo byl původně on knězem boha Re.

### Potomci
Na Papyru Westcar, který byl napsán až mnohem později (snad v období 13. dynastie), jsou první tři králové 5. dynastie označeni za trojčata. Sahure, Veserkafův nástupce, byl ale pravděpodobněji Veserkafovým synem, a ne bratrem.
Je známa také dcera jménem Chamaat, která si vzala úředníka Ptahšepsese.

### Zakladatel nové dynastie
Na Papyru Westcar byl Chufuovi předpovězen konec jeho rodu (tj. 4. dynastie) a nástup dynastie nové, tří bratrů, synů boha Re. Než nastoupil na trůn, mohl být Veserkaf knězem boha Re.

## Sluneční chrám
Veserkaf jako první nechal postavil sluneční chrám přímo v nekropoli Memfidy u současného Abúsíru a pojmenoval ho „nḫn rˁ“ (Reova pevnost Nechen). V období 5. dynastie narůstá význam slunečního kultu. Sluneční kult začal nabývat na váze již za vlády Radžedefa přidáním nového jména „Syn Reův“ do faraonské titulatury.

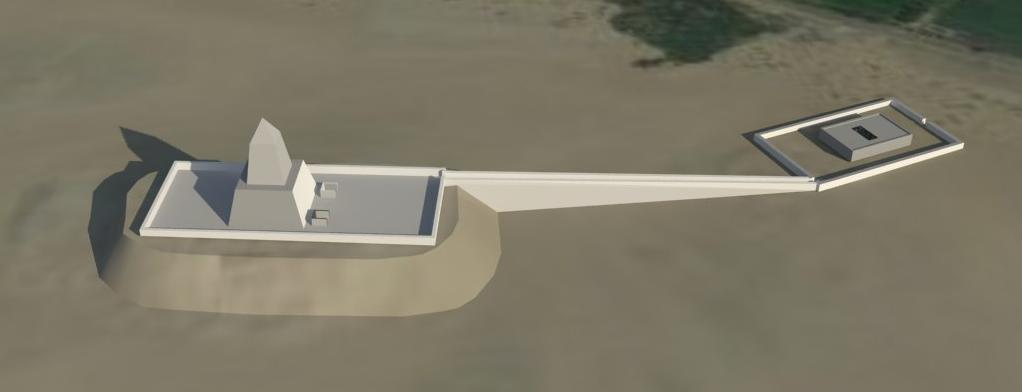
Model slunečního chrámu faraona Veserkafa

Veserkafův sluneční chrám byl postaven v několika fázích. V první fázi se jednalo pouze o ohrazený kopec. Druhá fáze byla za vlády faraona Neferirkare, který zde postavil obelisk na plochou podstavcovou budovu, ke které vedlo schodiště. 
Faraon Niuserre okolo podstavcové budovy postavil ohradu a přidal další místnosti. Vzestupná cesta spojovala sluneční chrám s chrámem údolním. Chrám byl orientován na Iunu. Hlava sochy Veserkafa zde byla nalezena.

## Hrobka

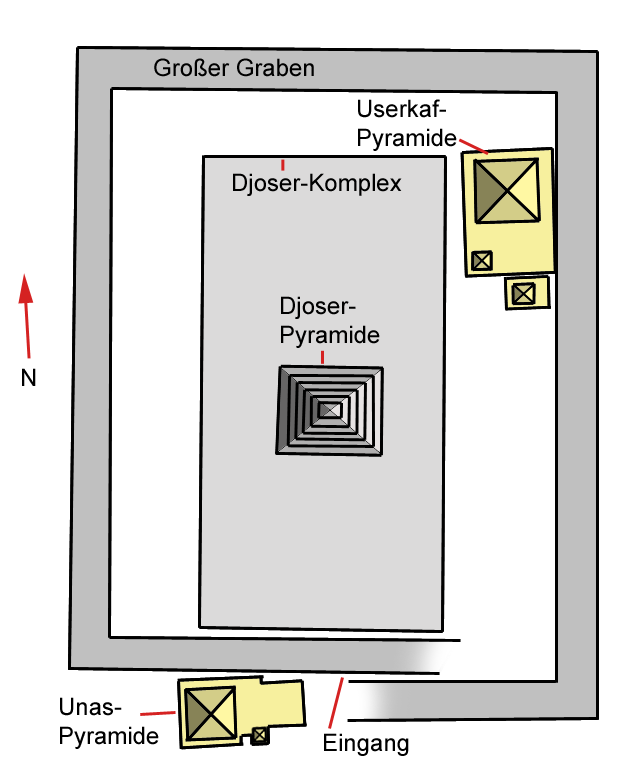
Umístění Userkafovy pyramidy u komplexu Džosera

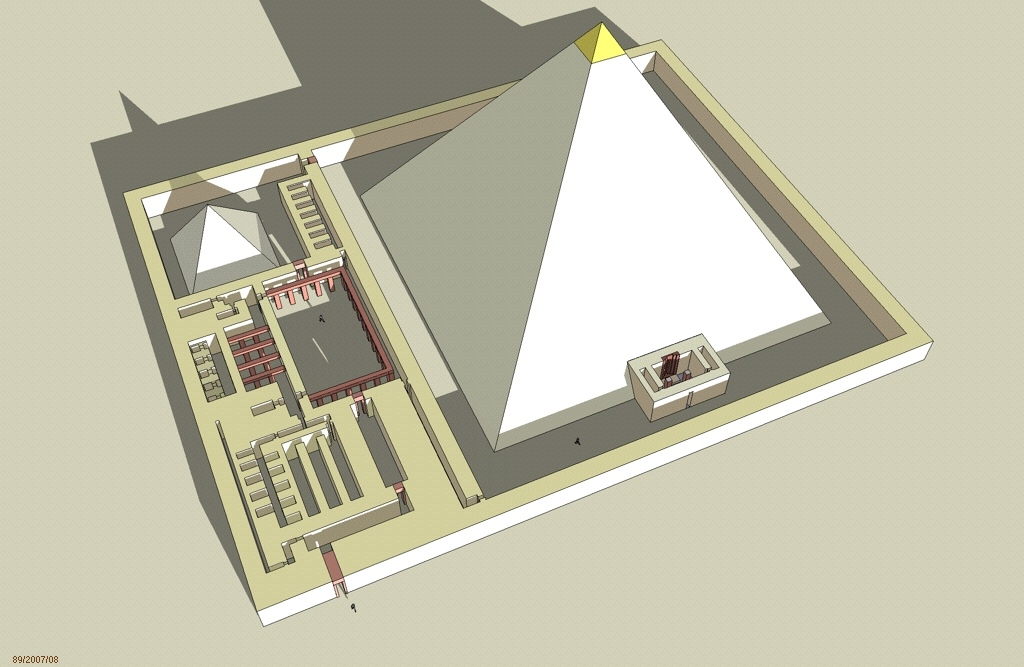
Pyramidový (model) komplex faraona Veserkafa

Jeho hrobka se jmenovala „wˁb swt“ (Nejčistější z míst). Nachází se v Sakkáře hned u Džoserova pyramidového komplexu. Již Veserkafův předchůdce Šepseskaf opět postavil svou hrobku v Sakkáře, ačkoliv jeho předchůdci preferovali Gízu. I přesto se vysocí úředníci nechali nadále pohřbívat v Gíze. 

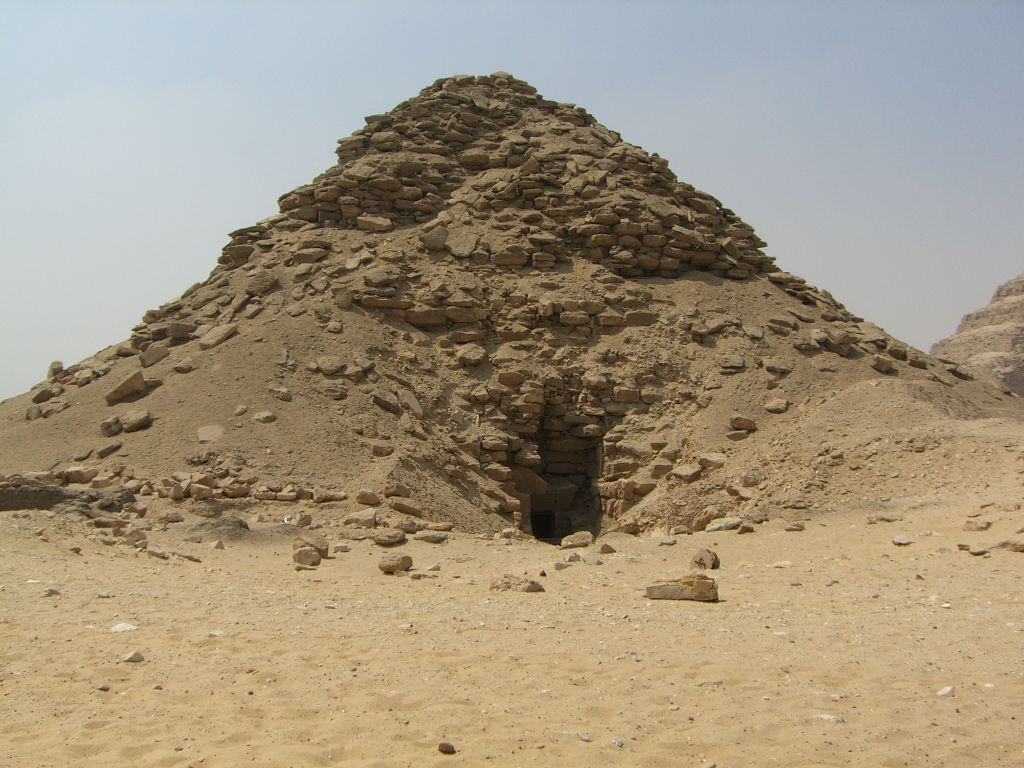
Pyramida farona v Sakáře

Jeho zádušní chrám se nenachází na východě od hrobky, jak bylo zvykem, ale je postaven na jihu. Satelitní pyramida se nachází na jihozápadě, jak bylo běžné. Původně jeho pyramida měřila 49 m. Na východní straně pyramidy se nachází těsně u ní obětní místnost. Jedná se o jediný pyramidový komplex, kde jsou zádušní chrám a obětní místnost odděleny.
Na jih od pyramidy se nachází ještě jedna pyramida, která byla pravděpodobně určena pro královnu. Není ale jasné pro kterou. Teoreticky zde mohla být pohřbena Neferhetepes. Tato pyramida měla kdysi svůj vlastní zádušní chrám.
Na východě zádušního chrámu se napojovala vzestupná cesta vedoucí k údolnímu chrámu.